# Histoire de la CIA
L'histoire de la CIA retrace l'évolution de la Central Intelligence Agency, le principal service de renseignement des États-Unis, de sa création en 1947 jusqu'à aujourd'hui.

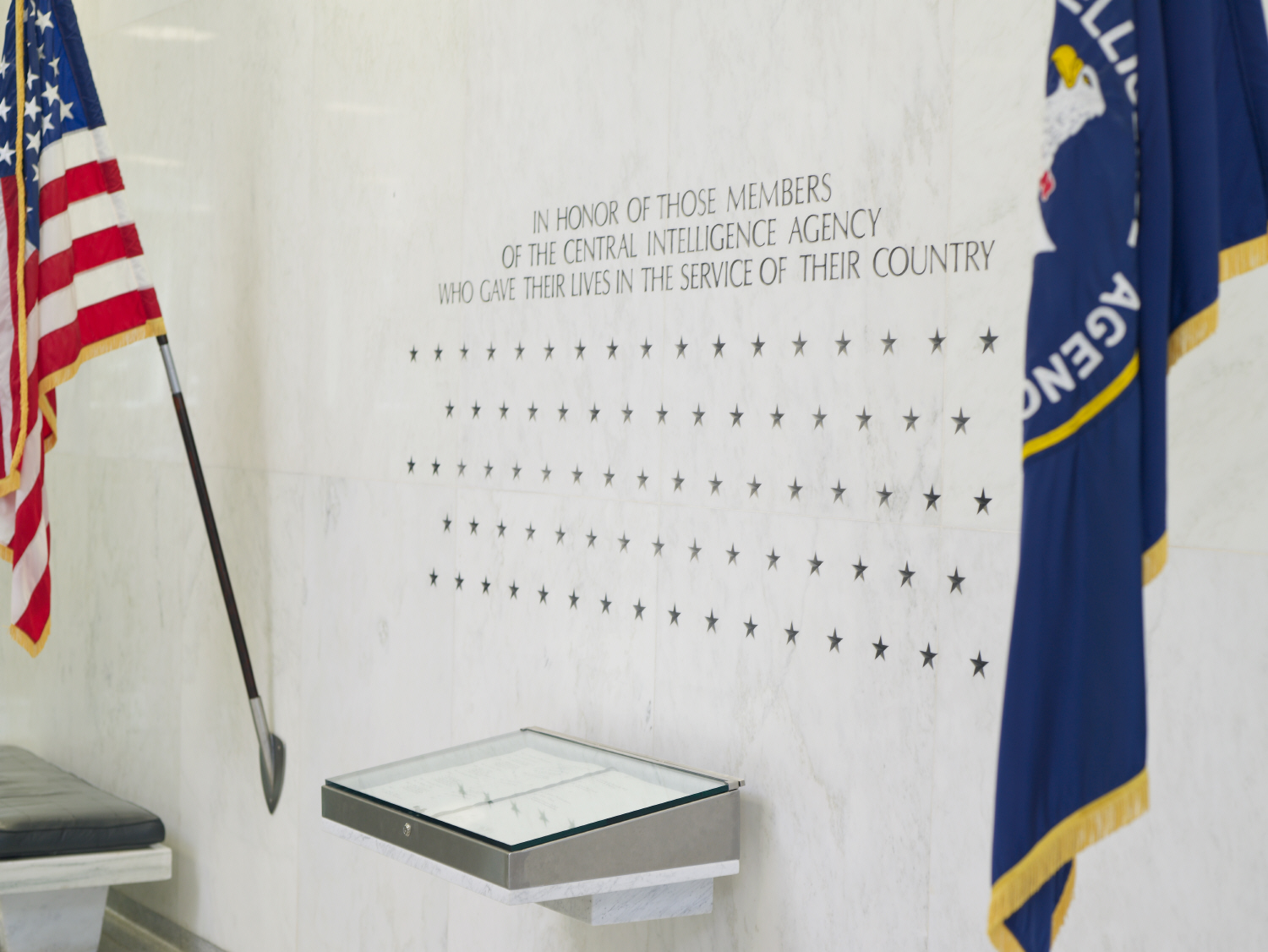
Le Memorial Wall de la CIA honorant la mémoire des officiers de la CIA morts durant leur service, une étoile représente une personne. En 1997, il y avait 70 étoiles, 79 en 2002, 83 en 2004, 102 au 1er juin 2010, 137 en mai 2021, et 140 en août 2024.

## Histoire

### Présidences de Franklin Roosevelt et Harry Truman: genèse

#### Nécessité d'un service de renseignement en temps de paix
Lorsque la Seconde Guerre mondiale s'achève, les Etats-Unis ne disposent pas d'une culture de renseignement en temps de paix. L'attaque de Pearl Harbor a toutefois montré qu'il était nécessaire pour le pays de s'informer, même en situation de paix. Pendant la guerre, le président des États-Unis Franklin Delano Roosevelt a créé l'Office of Strategic Services, dont l'organisation est calquée sur le Secret Intelligence Service britannique, qui mène des activités de renseignement, notamment en Europe et en Asie de l'Est.
Le directeur du service, William Donovan, suggère en 1944 à Roosevelt de créer un service de renseignement pour temps de paix. Le président décède avant que la décision ne puisse être prise. Donovan réitère sa proposition au successeur de Roosevelt, le président Harry S. Truman, qui est acquis à l'idée de réformer le renseignement américain.

#### Création et mise en place
L'OSS est dissoute en octobre 1945. La décision est mal reçue dans les milieux du renseignement : le département de la Défense des États-Unis craint qu'un nouveau service marche sur ses plate-bandes ; le département d'État redoute que le nouveau service interfère avec la diplomatie américaine. En plus de cela, J. Edgar Hoover, qui dirige le Federal Bureau of Investigation, n'apprécie pas la concurrence potentielle d'un service chargé de collecter du renseignement. Il s'emploie à discréditer le projet dans les plus hautes sphères du pouvoir.
Donovan a toutefois gain de cause, et Truman met en place le Central Intelligence Group, chargé de collecter, analyser et synthétiser du renseignement à l'attention du président, en janvier 1946. Le climat de la Guerre froide, qui se fait plus pesant, incite le président à réformer à nouveau le monde du renseignement l'année suivante. Le National Security Act du 26 juillet 1947 donne naissance à la Central Intelligence Agency. Sa compétence initiale est de collecter et évaluer des renseignements afin d'informer le président. La National Security Agency (NSA) sera créée peu de temps après, en 1952.
La mise en place de la CIA est cependant lente. Elle doit attendre 1949 pour obtenir l'autorisation d'utiliser des procédures fiscales et administratives confidentielles ; c'est alors qu'elle obtient des exemptions aux restrictions légales usuelles dans l'utilisation du budget fédéral. Elle obtient l'autorisation de dissimuler son organisation, ses fonctions, sa hiérarchie, ses salariés et la taille de son personnel, c'est-à-dire d'échapper aux exigences de transparence des administrations classiques. Cette même année, la CIA, inquiète de sa légitimité et de son image, cherche à se créer un sceau officiel. Le 1er juillet 1949, la CIA émet un avis à l'intention de ses employés demandant d'envoyer des idées de sceau.

### Présidence de Harry Truman: premières années

#### Premières missions anticommunistes: Italie, Grèce, Europe de l'Est
Sous la présidence de Harry Truman, la CIA acquiert sa lettre de mission qui est, dans le contexte de la Guerre froide, de prédire quand, comment et à quel endroit l'Union soviétique allait attaquer les États-Unis. Toute l'action de l'agence (aussi bien le renseignement que les opérations clandestines) est initialement dirigée contre l'Union soviétique et le bloc communiste, considérés comme les principaux adversaires des États-Unis. Truman fait de la CIA le principal instrument de sa doctrine, à savoir l'endiguement du communisme par tous les moyens.
La CIA n'est pas dirigée par un directeur spécifique à cette époque, mais par le Directeur central du renseignement, l'amiral Roscoe Henry Hillenkoetter. Pendant ses deux premières années, elle n'a pas de siège ni de budget officiels. Les premières opérations sont décidées en décembre 1947. Une directive du Conseil de sécurité nationale donne son autorisation aux premières opérations clandestines (non revendiquées) de l'agence. Pour les mener à bien, la CIA crée en son sein le Bureau des opérations secrètes. L'objectif d'endiguement est réaffirmé par une directive du Conseil de sécurité nationale en juin 1948.
Les premières missions de la CIA consistent à soutenir les partis anticommunistes en Europe du Sud. On demande à la CIA d'agir en Italie, dont les élections législatives de 1948 pourraient permettre l'accès au pouvoir du Parti communiste italien, le premier parti du pays. L'agence mobilise 75 millions de dollars pour financer le parti Démocratie chrétienne, ainsi que la propagande chrétienne-démocrate, et assurer une aide logistique. L'opération, dirigée par le chef de poste de la CIA à Rome, James Jesus Angleton, est un succès, les chrétiens-démocrates obtenant 48,5 % des voix, rendant le PCI minoritaire. Angleton peut s'appuyer sur les services de renseignement italiens, qu'il avait pénétrés si profondément que, selon Tim Weiner, « il était presque à leur tête ».
Aussi, la CIA fournit des armes aux militants anticommunistes en Grèce à l'occasion de la Guerre civile grecque. La CIA manque toutefois de budget. Le futur directeur Allen Dulles, aidé du diplomate George F. Kennan et du secrétaire à la Défense James Forrestal, mettent en place un montage financier pour détourner des fonds du plan Marshall. L’État crédite ainsi la CIA de 685 millions de dollars (5 % des fonds totaux).
Le premier directeur de la CIA, Hillenkoetter, est légaliste et est réticent à l'idée d'impliquer ses services dans des actions clandestines de contre-insurrection en Europe. La CIA décide de sous-traiter certaines de ces opérations à l'Office of Policy Coordination, un bureau rattaché au département d’État, dirigé par des anciens de l'OSS. Ces missions, qui visaient à envoyer des espions derrière le rideau de fer, sont réalisées avec l'appui du SIS britannique. Elles sont toutes un échec du fait de fuites organisées par l'agent double Kim Philby.

#### Renseignement en Allemagne
La CIA s'implante immédiatement à Berlin, qui est déjà au cœur des tensions entre l'URSS et les Alliés occidentaux. Elle recrute rapidement des sources de haut niveau, de telle manière que lorsque, le 5 mars 1948, le général Lucius D. Clay sur place envoie un télégramme au Pentagone pour alerter d'une invasion soviétique qu'il pressent comme imminente, la CIA peut rassurer le président en lui assurant que les soviétiques n'ont rien prévu.
L'agence se fait également offensive. Frank Wisner propose à la CIA et au Pentagone un plan pour repousser les soviétiques hors de Berlin. Le stratagème consisterait à ce que les États-Unis proposent une nouvelle monnaie pour l'Allemagne, proposition qui serait à coup sûr refusée par Moscou. Cela mènerait les soviétiques à rompre l'accord de partage du pouvoir qui avait été accepté à la fin de la guerre. Ce plan est mis à exécution le 23 juin, conduisant Staline à mettre en place le blocus de Berlin.
L'agence s'aide, en Europe, d'anciens nazis comme ceux enrôlés par le général Reinhard Gehlen, issu de la Wehrmacht. Gehlen est particulièrement important car il dirige la Gehlen Organization, qui deviendra plus tard le Service fédéral de renseignement, et qui coopère dans la recherche de plans militaires d'invasion soviétique de l'Europe. La CIA recrute ainsi des criminels de guerre nazis, qui échappent aux poursuites judiciaires en échange de leur coopération active, dans le cadre de l'opération Paperclip. Elle met en place des réseaux d'exfiltration de nazis pour leur permettre de fuir. Les services anglais, français et soviétiques font de même, sans que leurs secrets ne soient jamais révélés. La CIA cherchant à mobiliser tous les réseaux disponibles contre le communisme, elle ne craint pas non plus d'utiliser des réseaux mafieux. Comme le remarque l'universitaire Christian Parenti, « depuis son origine, la CIA collabore avec les mafias impliquées dans le trafic de drogue dans le but que ces mafias servent l’objectif plus large de la lutte contre le communisme ».

#### Lutte anticommuniste en Europe de l'Ouest
Une fois les premières missions organisées, il devient clair que les actions de la CIA concerneront, pendant les premières années de la Guerre froide, le continent européen. Il est considéré comme le champ de bataille de la future Troisième Guerre mondiale. La CIA peut bénéficier à ce titre des documents et de l'expertise de l'ancienne OSS, qui était présente sur le continent avant la création de la CIA.
La CIA s'intéresse particulièrement à la France, où le Parti communiste français est le premier parti politique en nombre de voix. Elle cherche à lutter contre l'influence des syndicats, tels la Confédération générale du travail, qui sont d'obédience communiste. L'agence utilise la Fédération américaine du travail pour faire transiter deux millions de dollars par an aux dirigeants syndicats anticommunistes, et notamment à Léon Jouhaux afin qu'il crée Force ouvrière, un syndicat non communiste. Au bout de quelques années, la CIA finance plus directement FO. La CIA crée également le Congrès pour la liberté de la culture, situé à Paris, qui recrute des intellectuels tels que Raymond Aron et Denis de Rougemont.
La situation du stratégique port de Marseille, dont les dockers sont affiliés à la CGT, inquiète particulièrement. La CIA, qui a établi des relations avec le Parti socialiste dans le cadre du soutien à FO, appuie Gaston Defferre. Elle envoie des spécialistes des opérations de guerre psychologique dans la cité phocéenne pour aider la mafia corse, et notamment les frères Guérini, auxquels elle fournit des armes et des fonds. Ils s'occupent de lutter contre les actions des communistes.

#### Opération Paperclip et recrutement d'anciens nazis
L'opération Paperclip est mise en place par la communauté du renseignement américain ainsi que par l'armée, dès la fin de la guerre en Europe, afin de se préparer à la Guerre froide. Dans le cadre de la lutte anticommuniste, la CIA participe à des recrutements d'anciens nazis, dont des criminels de guerre, qui disposent de connaissances pointues dans le renseignement.
Outre Reinhard Gehlen, la CIA recrute ainsi Klaus Barbie, par le biais de Joseph Merck, qui anime un réseau de renseignement en Allemagne pour le compte d'une branche de la CIA. L'agence fait dire à l'armée américaine, questionnée par la France, qu'elle ignore où se situe Barbie, quand ce dernier est en réalité exfiltré en Amérique du Sud en janvier 1951. Elle recrute également Otto von Bolschwing, une des têtes pensantes de la Shoah.

#### Réseauxstay-behinden Europe de l'Ouest
A la demande de James Forrestal, la CIA coopère avec l'OTAN pour créer des cellules stay-behind. Il s'agit de réseaux de résistance en Europe de l'Ouest qui peuvent être activés immédiatement en cas d'invasion soviétique, afin notamment d'exfiltrer les dirigeants des pays concernés et assurer la continuité de l’État. La plupart des pays de l'Ouest auront une telle cellule : la France dispose du réseau Arc-en-ciel, hébergé par la direction générale de la Sécurité extérieure, et qui sera désactivé par Pierre Marion sous François Mitterrand. Le plus célèbre est le réseau Gladio en Italie, en liaison avec la loge maçonnique P2, qui sera révélé dans les années 1980.

#### Propagande et opérations d'influence en Europe de l'Est
La CIA étend ses opérations de contre-influence à des pays autres que ceux d'Europe du Sud. L'Europe de l'Ouest fait l'objet de missions de la CIA. Dans le domaine de la propagande, la CIA organise la propagande anticommuniste vers les pays est-européens, notamment par les stations de radio Radio Liberty, lancée en 1948, et Radio Free Europe à partir de 1950, et dans une moindre mesure par l'United States Information Agency (USIA), créée en 1953 dans le cadre de la public diplomacy.
L'agence organise des infiltrations d'agents pour animer des maquis anticommunistes dans les pays est-européens. Parmi les groupes soutenus figure la résistance albanaise à Enver Hoxha, décimée lors d'une tentative de renversement du pouvoir en avril-mai 1950 (sur 500 Albanais envoyés, environ 300 furent tués et une vingtaine faits prisonniers et exécutés par la suite). Elle soutient l'armée insurrectionnelle ukrainienne, et des groupes werwolf allemands (avec lesquels l'organisation de Reinhard Gehlen sert de lien). Ces opérations échouent pour la plupart, pour deux raisons : au moins une taupe des services soviétiques, Kim Philby, était informée de ces opérations, dont les renseignements permirent souvent aux militaires communistes de neutraliser ces agents dès leur arrivée et la mauvaise évaluation de la situation dans ces pays privait généralement les maquis du soutien attendu de la part des populations locales. Ces maquis seront généralement anéantis à la fin des années 1940 ou au début des années 1950.

#### Renseignement militaire et premières guérillas: guerre de Corée, guérilla en Asie
La guerre de Corée change la donne au sein de la CIA. Lorsque la Corée du Nord envahit la Corée du Sud avec le soutien de la Chine maoïste en juin 1950, la CIA est critiquée par Truman et son cabinet pour n'avoir pas su détecter l'imminence de la guerre. Le 11 octobre 1950, la CIA avait assuré au président qu'elle ne voyait « aucune indication convaincante d'une intention de la Chine communiste d'avoir recours à une intervention en Corée », quand bien même les agents de la CIA à Tokyo avaient tiré la sonnette d'alarme.
Le directeur de la CIA est remercié et remplacé par Walter B. Smith. Il rationalise le fonctionnement de la CIA en fusionnant l'Office of Policy Coordination et le bureau des opérations clandestines de la CIA (OSO).
L'activité de l'agence se développe alors rapidement. En 1952, l'United States Army ajoute une nouvelle composante indépendante de la CIA en créant les Special Forces, ou « bérets verts », force spéciale destinée à agir dans les lignes ennemies et à encadrer des maquis qui se formeraient en temps de guerre. La CIA mène ses premières opérations de soutien aux guérillas nationalistes chinoises en Birmanie.

#### Soutien à un coup d’État en Égypte
La CIA soutient un coup d’État en Égypte en 1952. L'administration Truman voyait d'un mauvais œil Farouk, roi d'Égypte. Kermit Roosevelt, Jr. a pour mission d'orchestrer une révolution pacifique en Égypte, dans l'objectif d'instaurer un gouvernement plus en phase avec les intérêts américains. L'opération est appelée opération Fat Fucker. La CIA aide Gamal Abdel Nasser à renverser Farouk. Elle entraîne notamment des militaires proches de Nasser, en les invitant dans une base du Colorado.

#### Subversion en Syrie
En 1949, la CIA aide Adib Shishakli, un colonel de l'armée syrienne pro-américain, à arriver au pouvoir en Syrie. Le degré d'implication dans le coup d’État demeure inconnu. Il obtient une aide militaire de l'armée américaine, ainsi que des subventions financières occultes. Il est toutefois renversé par le parti Baas et par des hommes politiques communistes sous la présidence Eisenhower.

#### Subversions et insurrections en Chine
La CIA lance des opérations de subversion en Chine communiste. Le jeune linguiste Michael D. Coe est envoyé à Taïwan pour travailler pour une entreprise qui servait de façade à la CIA. La CIA chercher à identifier une force intermédiaire entre les communistes et les nationalistes, et achète en prévision l'équivalent de 100 millions de dollars d'armes. L'agence fait confiance à des réfugiés chinois basés à Okinawa, qui trahissent l'agence.
Au début des années 1950, la CIA entraîne un millier de soldats nationalistes de Tchang Kaï-chek qui ont fui en Birmanie après la guerre civile chinoise. Elle organise des incursions militaires en Chine. En avril 1951, la CIA, accompagnée de plusieurs milliers de soldats et aidée par des bombardements aériens américains, traverse la province du Yunnan mais échoue à percer les lignes communistes. L'agence continue de monter une armée, qui atteint à son apogée 10 000 hommes, pour attaquer la Chine, sans succès.
L'opération avait, outre l'objectif de rétablir Tchang Kaï-check, deux objectifs. D'abord, elle visait à multiplier les fronts de bataille pendant la guerre de Corée afin d'affaiblir l'empire du milieu. Ensuite, la CIA espérait que la Chine attaquerait la Birmanie, ce qui aurait provoqué le basculement de ce petit pays stratégique, jusque-là neutre, dans le camp de l'Ouest,.

#### Projets Bluebird et Artichoke
La CIA met en place en 1949 le projet Bluebird, un projet d'expérimentation sur la manipulation mentale. Ce projet est transformé en 1951 et prend le nom de projet Artichoke. La CIA soutient des expérimentations sur des produits psychotropes afin de déterminer si la Chine et la Russie ont pu découvrir des techniques de manipulation mentale.

#### Subversion aux Philippines
L'agence s'intéresse à la vie politique des Philippines, qui sont une colonie américaine depuis la fin du XIXe siècle. La CIA manipule la vie électorale et organise des campagnes de désinformation. Elle aide à faire élire Ramon Magsaysay en 1953. La CIA fait venir un convoi d'armes à feu dans le pays au cas où son candidat perdait l'élection. La CIA prévoit l'assassinat du principal opposant parlementaire de Magsaysay, Claro M. Recto, mais l'abandonne pour des raisons pratiques.

#### Subversion en Albanie
Les États-Unis surveillent l'Albanie dès le début de la Guerre froide. Le petit pays communiste, dirigé par Enver Hoxha, est proche de la Grèce contrôlée par les Etats-Unis, et de la Yougoslavie, qui est communiste mais en froid avec Moscou. La CIA met en place des opérations en Albanie à partir du moment où Hoxha autorise l'URSS à construire un port de sous-marins pour l'Armée rouge sur les côtes albanaises. Cela aurait permis à l'URSS d'espionner facilement et se projeter en Méditerranée.
La CIA coopère avec le SIS britannique, qui fournit des bases maritimes pour entraîner les émigrés albanais. L'île de Malte sert ainsi de camp d'entraînement. La CIA finance le Comité nationale pour une Albanie libre, une station radio souterraine qui appelle à l'insurrection.
Des mouvements de résistance et de protestations émergent au début de l'année 1951, sans que l'on connaisse le degré d'implication et de responsabilité de la CIA.

### Présidence de Dwight Eisenhower: intensification des opérations

#### Réorganisation et intensification à l'Est
Dwight D. Eisenhower nomme Allan Dulles directeur de la CIA. Il réorganise l'agence en directions. La direction du renseignement, la plus puissante, côtoie la direction des plans, la direction des opérations, et, enfin, la direction scientifique et technique. La direction administrative chapeaute l'agence d'un point de vue strictement gestionnaire.
A la fin de son deuxième mandat, Eisenhower commande à l'ambassadeur David K. E. Bruce un rapport sur la CIA. Le rapport remis au président concluait que la CIA était mal gouvernée, qu'elle se dirigeait seule, et que ses opérations clandestines n'étaient ni discrètes, ni forcément efficaces. Le rapport fut révélé par le journaliste du New York Times, Tim Weiner, en 2007. Durant les huit années de la présidence Eisenhower, la CIA a mené 170 opérations secrètes.

#### Début du renseignement technologique
Sous Eisenhower, la CIA intensifie sa lutte anticommuniste dans le bloc soviétique. La collecte du renseignement s'intensifie et se diversifie : renseignements militaires, politiques, scientifiques… L'utilisation d'outils technologies s'amplifie. La CIA demande à Eisenhower la validation de crédits pour le développement de satellites, d'avions de reconnaissance, etc.

#### Renseignement au Moyen Orient
La CIA est particulièrement faible au Moyen Orient. Elle est obligée, durant ses premières années, de se baser sur les productions des services de renseignement alliés dans la région. Elle est notamment dépendante du Mossad, qui imprime ses propres biais sur les informations qu'elle transmet à la CIA. C'est grâce au Mossad que la CIA à se procure une copie du rapport secret de Nikita Khrouchtchev dénonçant les crimes de Staline au XXe congrès du PCUS, qui est publié dans le New York Times.

#### Opération Gold et renseignement en Allemagne de l'Est
En 1954, la CIA mène l'opération Gold : elle creuse un tunnel à partir de Berlin-Ouest pour atteindre des câbles souterrains de communications militaires soviétiques sous Berlin-Est et les mettre sur écoute à partir de 1955. L'opération est toutefois découverte par le KGB moins d'un an après le début des écoutes du fait de la trahison de George Blake.

#### Coups d’État: Iran, Guatemala, Congo
La rivalité américano-soviétique conduit les deux pays à chercher à installer des gouvernements alliés dans un maximum de pays. C'est là que la CIA va mener la plupart de ses actions dans les décennies suivantes, en renversant ou en aidant à renverser des pouvoirs considérés comme hostiles. Ainsi, sous Eisenhower, la CIA organise plusieurs grandes opérations de ce type.
La première est l'opération Ajax. Appelé par le SIS britannique, la CIA soutient le renversement du gouvernement de Mohammad Mossadegh en Iran, en 1953. Ce dernier souhaitait, notamment, nationaliser la Anglo-Persian Oil Company. Le Shah Mohammad Reza Pahlavi hésite mais finit par accepter. Toutefois, Mossadegh entend parler du complot et organise une riposte. La CIA est mise en échec au bout de quelques jours, mais Kermit Roosevelt, présent sur place, mobilise des émeutiers, qui font fuir le Premier ministre.

La deuxième grande opération est l'opération PB/SUCCESS. Elle vise à chasser du pouvoir Jacobo Arbenz Guzmán, président du Guatemala, élu en 1951 sur un programme de réforme agraire. Il prévoit d'exproprier United Fruit Company, premier propriétaire terrien du pays. En 1952, le Guatemala achète discrètement 2 000 tonnes d'armes à l'Europe de l'Est (Tchécoslovaquie), ce qui fait craindre une influence grandissante de l'URSS et du communisme dans le gouvernement Arbenz. Eisenhower autorise la CIA à renverser le président. Ce coup sera suivi par la mise en place d'une junte dirigée par Carlos Castillo Armas le 18 juin 1954, soutenue financièrement par la CIA.

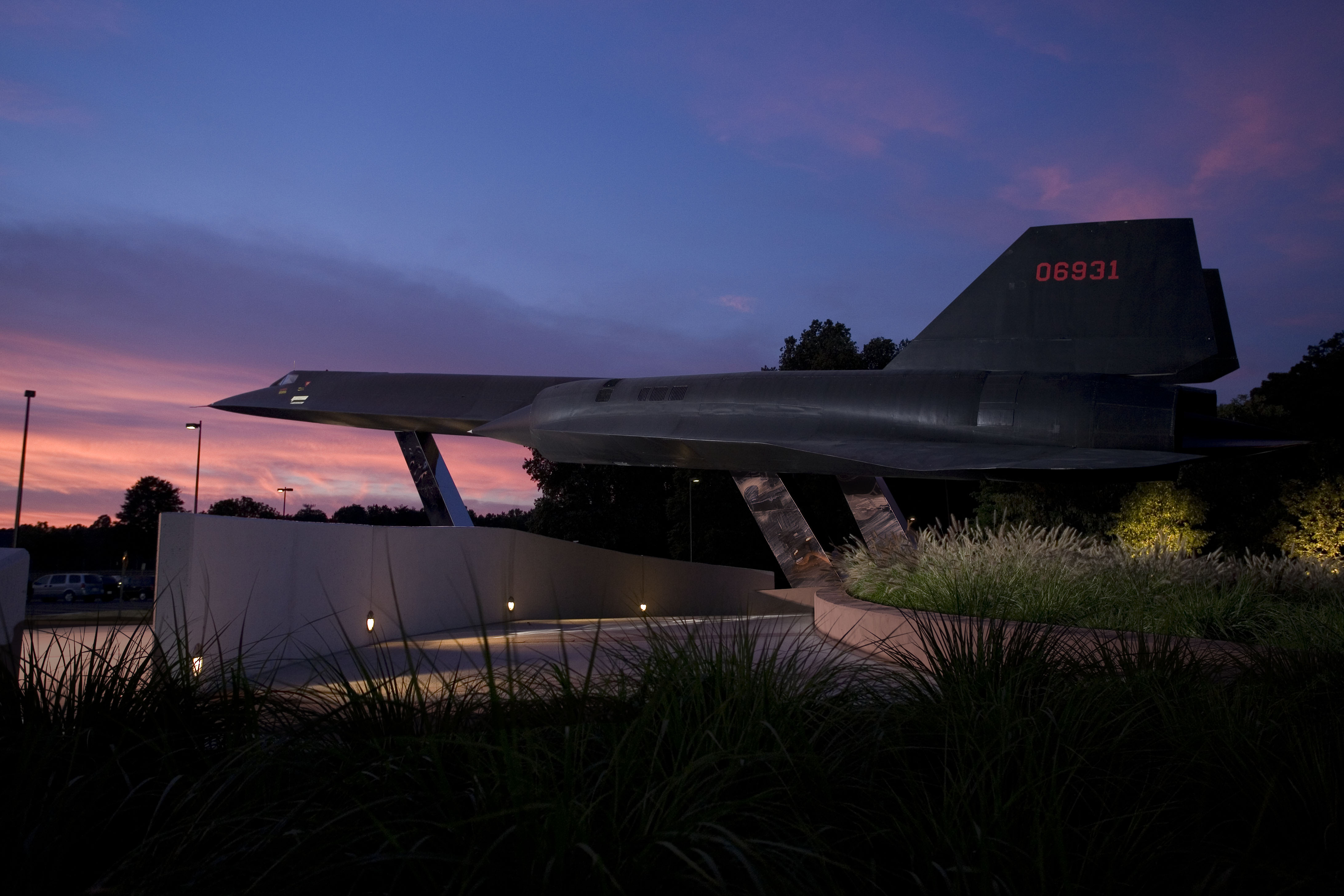
Un Lockheed A-12 Oxcart, avion de reconnaissance tri-sonique, conçu à la demande de la CIA exposé devant le siège de celle-ci.

Le troisième coup d'Etat organisé sous Eisenhower touche le Congo belge. Le pays devient indépendant en 1960, et émerge Patrice Lumumba, un leader charismatique. Face aux violences tribales, la Belgique intervient militairement sans mandat de l'ONU. Allen Dulles, convaincu que Lumumba a été « acheté par les communistes », met en place un plan pour empoisonner Lumumba, qui est refusé par le chef de poste de la CIA sur place. Parallèlement, la CIA détecte en Joseph Mobutu, francophone, un futur dirigeant de qualité, et l'aide financièrement pour qu'il prenne le pouvoir. La CIA transmet à Mobutu des informations lui permettant de capturer Lumumba, dont le corps est dissout dans un bain d'acide. La république démocratique du Congo devient ainsi une base importante de la CIA en Afrique. Dans une interview en 1962, Allen Dulles reconnaîtra que la CIA avait « surestimé » l'implication des Russes au Congo.

#### Programme MK-Ultra
La CIA met en place en 1953 un programme d'expérimentation scientifique appelé projet MK-Ultra, qui dure jusqu'en 1964. Les documents en lien avec ce programme seront détruits sur ordre de Richard Helms en 1973. Le programme est mené par le docteur Sidney Gottlieb, chef du service technique de la CIA.
La CIA, convaincue que les communistes ont trouvé comment manipuler mentalement des individus pour les retourner contre leur pays, expérimentent dans le domaine de la psychologie. La CIA finance les recherches d'Ewen Cameron, qui traite des dépressions à base de drogues et d'électrochocs.

#### Premiers échecs: Russie et coup d’État en Indonésie
Bien que la priorité de la CIA, dès sa création en 1947, soit le bloc communiste, durant plusieurs années, l'agence ne put y envoyer ses officiers sous couverture diplomatique, se heurtant à l'opposition du département d'État américain. Il faudra attendre 1953 pour que le premier officier de la CIA arrive en poste à Moscou. Ce sera Edward Ellis Smith, qui devait normalement traiter Piotr Popov, un officier du GRU recruté en Autriche. Smith sera compromis par le KGB, en lui jetant dans les bras une séduisante femme de chambre, et il sera rappelé d'urgence en 1956.
La CIA à la fin des années 1950 des opérations en Indonésie. Afin de lutter contre l'influence tiers-mondiste de Soekarno, la CIA subventionne à hauteur d'un million de dollars le parti islamiste Masyumi afin de l'aider à remporter les élections suivantes, qu'il perd. La CIA établit alors des bases dans les pays voisins (Singapour et Philippines) afin de pouvoir se projeter rapidement en Indonésie, préparant une insurrection paramilitaire. La CIA profite des soulèvements sur l'île pour soutenir des rebelles, sans résultat. Un aviateur de la CIA est abattu par les forces gouvernementales, qui détenait des documents officiels de l'agence. Soekarno rend l'implication américaine publique, et Eisenhower est contraint d'abandonner tout plan de coup d’État.
La CIA est également à l'origine du développement de l'avion espion U-2. Il lui permet de faire des estimations précises sur les forces stratégiques soviétiques, corrigeant les mythes du « bomber gap » et du « missile gap », terminant par une crise diplomatique lors de l'incident de l'U-2. Cet incident a lieu en 1960 lorsque Francis Gary Powers, aviateur américain, est abattu par l'URSS alors qu'il est aux commandes d'un avion espion Lockheed U-2 en repérage au-dessus du territoire de l'URSS. La CIA, qui est peu connue du grand public, acquiert alors une notoriété mondiale.

#### Opérations d'élimination de Fidel Castro
Fidel Castro prend le pouvoir à Cuba en janvier 1959, renversant le dictateur pro-américain Fulgencio Batista. La CIA rencontre Castro en avril 1959, lorsque celui-ci vient aux États-Unis en visite. Le président Eisenhower ne souhaite pas d'un gouvernement socialiste révolutionnaire si près des États-Unis. Allen Dulles donne son feu vert à des plans pour éliminer Castro.
En janvier 1960, la CIA monte une cellule dédiée à son élimination. En mars 1960, la cellule propose une opération visant à créer une insurrection à Cuba, en aidant un gouvernement d'opposition en exil à déclencher une révolte populaire soutenue par un parachutage d'armes et une invasion depuis la baie des Cochons. Une note de sept pages de la CIA propose également d'insérer un hallucinogène dans les repas de Castro pour qu'il se couvre de ridicule en public. L'élection présidentielle américaine de 1960 vient empêcher la mise en œuvre des plans.

#### Opérations au Vietnam
Après la signature des accords de Genève qui marquent la fin de la guerre d'Indochine qui opposait la France au Viêt Nam, la CIA est envoyée sur le terrain pour combler l'appel d'air provoqué par le départ français. Edward Lansdale dirige l'opération : il mène des opérations de propagande pour inciter les vietnamiens du Nord Vietnam à rejoindre le Sud Vietnam, organise des opérations de sabotage, etc. La CIA crée des partis politiques à Saïgon, ainsi que des médias.

#### Subversions au Tibet et au Népal
L'agence s'intéresse au Tibet et au Népal à partir du milieu des années 1950. Elle lance des recrutements parmi les réfugiés tibétains exilés dans des pays voisins, tels que l'Inde et le Népal. Beaucoup des premières recrues sont des membres de la garde rapprochée du Dalaï-lama. La CIA entraîne les recrues aux opérations paramilitaires dans une base secrète dans les montagnes du Colorado afin qu'ils partent ensuite combattre en Chine. Le New York Times découvre l'opération en 1961, mais accepte de ne pas la révéler à la demande du Pentagone.

#### Tentatives de coup d’État et opérations subversives en Syrie
La CIA, inquiète de l'influence soviétique en Syrie, prépare en 1956 l'opération Straggle. L'agence entre en contact avec Michail Bey Ilyan, un ancien ministre syrien, le 1er juillet 1956. Le coup est prévu pour le 25 octobre de la même année. L'armée aurait pris le contrôle des principales villes, puis des postes de gardes aux frontières. Le colonel Kabbani aurait alors pris le contrôle de l'armée à Damas et informé qu'il mettait en place un nouveau gouvernement. L'opération est financée à hauteur de 167 000$. La crise du canal de Suez qui a lieu durant l'été, et l'atmosphère tendue au Moyen Orient qui en résulte, contraignent la CIA à abandonner l'opération.
La CIA organise un coup d’État sous le nom d'opération Wappen en 1957. Elle paie par avance les militaires qui doivent mener le coup en août, pour une somme estimée aujourd'hui à 3 000 000$. Le coup échoue lorsque certains militaires trahissent la CIA et révèlent l'opération. Le 12 août 1957, l'armée syrienne encercle l'ambassade américaine et exige le renvoi de trois diplomates américains. Les officiers syriens impliqués dans l'opération sont emprisonnés.
Un plan est mis en place ultérieurement pour septembre 1957. La CIA, en coopération avec le MI6, projetait de tuer trois cadres du régime à Damas : Abdel Hamid al-Sarraj, qui dirigeait les services de renseignement, Afif al-Bizri, qui dirigeait l'armée, et Khalid Bakdash, qui dirigeait le Parti communiste syrien. La CIA et le MI6 devaient financer un Comité pour la Syrie Libre et fournir des armées à des groupes paramilitaires, dont les Frères musulmans. Les actes de violence commis par ces groupes contre les pays alentour devaient servir de prétexte à une invasion d'un pays extérieur, dont notamment l'Irak. Le plan est annulé du fait des évolutions diplomatiques dans la région, qui rendait difficile de déclencher une guerre régionale. Toutefois, les fondements de l'opération ont servi de modèle pour diverses opérations ultérieures, particulièrement en Indonésie.

#### Opérations en Jordanie
La CIA décide dans les années 1950 de soutenir au Moyen Orient les régimes opposés aux régimes nationalistes, anti-colonialistes ou laïques, soupçonnés d'être dans la main de l'URSS. Le roi Hussein de Jordanie est approché et rémunéré par la CIA. L'agence met sur pied le Dairat al-Mukhabarat al-Ammah, service de renseignement extérieur jordanien. Le roi est rémunéré pendant 20 ans. Le Washington Post révèle l'opération en 1977.

#### Opération de subversion électorale au Japon
Inquiète de l'influence des communistes au Japon, la CIA aide Nobusuke Kishi, un ancien criminel de guerre, à devenir le chef du parti conservateur dominant et Premier ministre. La CIA appuie également Yoshio Kodama, un homme d'affaires véreux qui finance les campagnes de Kishi. Kishi accepte de maintenir les bases militaires américaines au Japon, ainsi que de laisser l'Amérique entreposer des armements nucléaires dans l'archipel, en échange d'un soutien politique.

#### Soutien à un coup d’État en Egypte
Sous la présidence Truman et au début de la présidence Eisenhower, la CIA avait soutenu le colonel Nasser et aidé à arriver au pouvoir en renversant le roi Farouk. Après l'arrivée au pouvoir du colonel, la CIA l'avait financé et aidé à créer une radio d’État puissante. L'idylle est toutefois de courte durée : la CIA brise sa promesse d'aide économique et militaire américaine, entraînant Nasser à vendre du coton égyptien à l'URSS contre des armes. L'évolution de l'orientation politique de Nasser déplaît aux États-Unis.
Le SIS britannique propos des plans pour tuer Nasser, ou encore pour modifier le cours du Nil afin de détruire l'économie égyptienne. La CIA opte pour une campagne de subversion de plus long terme. Elle échoue à prévoir la crise du canal de Suez.

#### Subversion en Guyane britannique
Cheddi Jagan arrive au pouvoir par les urnes en Guyane britannique en 1953. Jagan promet d'améliorer l'ouverture du pays aux investissements étrangers dans le secteur minier, et de mettre en place des réformes pour renforcer les droits des syndicats et des fermiers, ainsi que créer un système d'éducation public où la place de l’Église serait moins forte. Jagan subit un coup d’État de la part de l'Angleterre, mais est réélu en 1957. Après la réélection, le SIS britannique demande à la CIA de l'aider à se débarrasser de Jagan. La CIA finance des syndicats et des organisations opposés à Jagan.

### Présidence de John F. Kennedy: remise en cause

#### Opérations d'élimination de Fidel Castro
Au lendemain de l'élection du président John Fitzgerald Kennedy, Allen Dulles présente à Kennedy une nouvelle version du projet d'invasion de Cuba. Toutefois, les milieux cubains au Guatemala et en Floride ont entendu les rumeurs du plan de la CIA depuis début 1960, et les mafieux pressentis pour faire ingérer les hallucinogènes à Castro refusent, s'enfuient de Cuba, ou sont découverts. L'opération a tout de même lieu et un débarquement de paramilitaires dans la baie des Cochons de Cuba est organisé le 16 avril 1961 sur ordre de Kennedy. C'est une déroute pour les États-Unis.
L'échec de la Baie des Cochons motive Kennedy à aller plus loin dans les opérations anti-Castro. Cuba fait l'objet de raids et de tentatives d'insurrection menées par des exilés cubains formés par la CIA. Toutes les opérations subséquentes visant à éliminer Fidel Castro sont toutes un échec, dont notamment l'opération Mongoose. Huit tentatives d'assassinat de Castro par la CIA sont répertoriées ente 1960 et 1965 par la commission d'enquête parlementaire Church.
Le président Kennedy refuse par la suite plusieurs opérations ambitieuses proposées par la CIA ou par l'armée. Par exemple, l'armée américaine soumet au gouvernement le projet d'opération Northwoods, qui propose de déclencher une guerre contre Cuba. L'armée ou la CIA aurait assassiné des immigrés cubains aux États-Unis, ou organisé des actions terroristes dans des villes américaines, pour en imputer la responsabilité à Cuba et en justifier l'invasion. Le projet est toutefois repoussé et jamais mis en œuvre par John Fitzgerald Kennedy,.

#### Opération de déstabilisation en République dominicaine
Le jour de la passation de pouvoir, le président sortant Eisenhower conseille au président élu Kennedy de traiter à la fois le problème cubain et le problème dominicain. La République dominicaine est dirigée par le generalissimo Rafael Trujillo depuis trente ans. Les États-Unis ont cessé leurs relations diplomatiques depuis un an. La CIA fournit des rebelles dominicains en armes. Trujillo est assassiné peu de temps plus tard par des rebelles.

#### Opération de subversion électorale au Chili
L'administration Kennedy voit d'un mauvais œil les succès électoraux croissants de Salvador Allende au Chili. Alors qu'il avait obtenu 5 % des voix à l'élection présidentielle chilienne de 1952, il atteint les 28 % lors de l'élection présidentielle chilienne de 1958. Les élections suivantes ayant lieu en 1964, la CIA obtient la mission de faire élire Eduardo Frei, démocrate-chrétien plus en phase avec la ligne américaine.
Une vingtaine de millions de dollars sont dépensés : sa campagne reçoit l'aide d'experts américains, des tracts sont payés ainsi que des articles de journaux alertant sur les dangers d'une arrivée imminente des communistes au pouvoir. Frei remporte largement l'élection présidentielle chilienne de 1964 avec 56 % des voix. Mais les États-Unis doivent maintenant soutenir économiquement le pays, car Allende compte se représenter à l'élection suivante. Le pays reçoit 1,2 milliard de dollars en dons et prêts de la part de l'Amérique, somme démesurée pour un pays avec moins de 15 millions d'habitants.

#### Tensions avec le pouvoir exécutif
La présidence de John Fitzgerald Kennedy est marquée par une remise en cause de la CIA après l'échec de la Baie des Cochons. Si le président avait confirmé Dulles dans ses fonctions, ainsi que Richard M. Bissell Jr., qui était chargé des affaires cubaines, ils sont remerciés au lendemain de la déroute. Dulles est remplacé par John McCone. Robert Francis Kennedy, le frère du président, est chargé de superviser la CIA.
Kennedy demande un rapport d'analyse détaillé des méthodes de la CIA à l'inspecteur général Lymn KirkPatrick qui conclut que l'échec de la Baie des Cochons a été provoqué par l'arrogance institutionnelle, l'ignorance et l'incompétence de l'agence de renseignements. Violemment rejetées en interne par les agents de la centrale de renseignements, qui imputaient le fiasco à l'absence de soutien aérien par la présidence, ces conclusions furent maintenues secrètes et rendues publiques uniquement en 1998 par les Archives de Sécurité Nationale, ou la CIA reconnut enfin l'ensemble de ses erreurs,,.
Selon William Colby, directeur de la CIA de 1973 à 1976, l'« humiliation » infligée à Kennedy par l'échec de la CIA a donné au président l'envie de supprimer l'agence pour la remplacer par une nouvelle structure. Il se serait déclaré tenté de « répandre les cendres de la CIA aux quatre vents ». La période est vécue difficilement au sein de l'agence, qui a elle le sentiment d'être devenue un bouc émissaire pratique,. Le président Kennedy, chercha dès lors également à limiter les possibilités de l'agence qui avait outrepassé ses pouvoirs en projetant dans le futur de la fusionner au cours de son second mandat avec le FBI de Hoover et sous la direction de son frère, alors ministre de la Justice.
La tension entre la CIA et le pouvoir exécutif doit toutefois être nuancée. Durant les trois années de la présidence Kennedy, la CIA a mené 163 opérations secrètes, contre 170 durant les huit années de la présidence Eisenhower.

### Présidence de Lyndon B. Johnson

#### Opération CHAOS et espionnage domestique
Lyndon Johnson fait confiance à la CIA. Il s'appuie sur ses renseignements dans le cadre de la guerre du Viêt Nam. Les analyses du renseignement américain s'avèrent souvent précises. Toutefois, la nouveauté qui apparaît sur Johnson est l'utilisation de la CIA à des fins de renseignement domestique. Le président Johnson est convaincu que les mouvements pacifistes opposés à la guerre du Viêt Nam sont manipulés et financés par l'URSS. Il demande à la CIA d'enquêter pour trouver des preuves et agir.
Une cellule spécifique est dédiée à l'infiltration des milieux gauchistes en août 1967, employant 52 personnes. L'opération CHAOS est lancée et dure sept ans. La CIA établit une liste de 300 000 Américains et ouvre 7 200 dossiers individuels, en travaillant avec les services de police. Des personnalités comme John Lennon et Jane Fonda font l'objet de mémos.

#### Coups d’État: Brésil, Indonésie
Sous Johnson, la CIA prépare des regime changes.
La CIA mène des opérations de subversion et de propagande au Brésil au début des années 1960. Elle dépense 20 millions de dollars pour soutenir des centaines de candidats opposés à Goulart lors des élections régionales de 1962. La CIA est aidée par l'Agence des États-Unis pour le développement international, qui est géré par la CIA au niveau local. Elle contribue ainsi au renversement de Joao Goulart au Brésil en 1964 par une junte militaire.
Après avoir été mise en échec par Soekarno en Indonésie, la CIA reprend ses opérations de déstabilisation. En octobre 1965, elle obtient son renversement sanglant.

#### Contact avec des opposants à Charles de Gaulle
En 1975, le Chicago Tribune révèle que la CIA a été approchée par des opposants à de Gaulle, étiquetés Algérie française, vers 1965. Ces opposants souhaitaient obtenir l'aide de la CIA pour tuer le président français. Le tueur aurait empoisonné de Gaulle grâce à une bague dont l'embout piquant aurait été recouvert de poison. La thèse est confirmée par le directeur de la CIA, William Colby, qui soutient que la CIA avait refusé l'idée.

### Présidences de Richard Nixon et Gerald Ford

#### Opérations d'élimination de Fidel Castro
Le San Francisco Chronicle relate, en 1977, que la CIA a cherché à déstabiliser Cuba en 1971 en y introduisant le virus de la peste porcine. Cela aurait obligé le gouvernement à abattre 50 000 porcs.

#### Coup d’État au Chili
La CIA avait organisé une subversion électorale à l'occasion de l'élection présidentielle chilienne de 1964 afin d'éviter que Salvador Allende n'arrive au pouvoir. La CIA alerte, à la fin des années 1960, qu'Allende se présentera à la prochaine présidentielle et risque de la remporter. La CIA reconnaît, dans une note à Henry Kissinger, que le pays ne présente pas un intérêt essentiel pour l'Amérique, mais reconnaît qu'une victoire de la gauche pourrait avoir un impact psychologique néfaste.
La CIA soutient le candidat conservateur Jorge Alessandri Rodríguez, mais Allende est élu. L'ancien directeur de la CIA, John McCone, devenu président de la International Telephone and Telegraph, propose à la CIA de financer une opération pour renverser Allende à hauteur d'un million de dollars. La CIA relance des opérations de propagande, renflouant par exemple le principal journal d'opposition.
La CIA appuie l'armée, qui complote contre Allende. Sur le modèle indonésien, la CIA fabrique de faux documents visant à « prouver » un complot de militants de gauche pour assassiner des généraux chiliens, et ainsi justifier une riposte. Une fois que le coup d'État du 11 septembre 1973 a eu lieu, les États-Unis augmentent considérablement leur aide économique au Chili. Le colonel Manuel Contreras, proche de Pinochet, est salarié par la CIA pendant plusieurs mois.

#### Opérations au Vietnam et coup d’État au Laos
William Colby, qui dirigera ensuite la CIA, met en place le programme Phoenix. L'agence crée un fichier d'indigènes communistes qui pouvaient être informateurs ou agents actifs du Nord Vietnam. Environ 20 000 de ces personnes ont été arrêtées et torturées.
Lorsque les Việt Minh commencent à infiltrer le pays voisin du Laos, la CIA réplique en recrutant des tribus locales pour les former à la guérilla anticommuniste. La CIA organise un coup d’État pour remplacer le gouvernement par un autre, plus pro-américain.

#### Scandale du Watergate et tensions
Le 23 juin 1972, pour tenter d'étouffer le scandale du Watergate, le président Nixon demande au directeur de la CIA Richard Helms de faire pression sur le FBI pour arrêter l'enquête, mais Helms refuse. Nixon le démet de ses fonctions en février 1973, le remplaçant par un homme venu de l'extérieur de la CIA, James Schlesinger. En mai 1973, Schlesinger est nommé ministre de la Défense et William Colby devint DCI. Colby révise le système de production des estimations de renseignement nationales destinées au gouvernement. Son mandat commença cependant par un grave échec du renseignement à prévoir la guerre du Kippour et le choc pétrolier de 1973. En décembre 1974, le journaliste Seymour Hersh dévoila une partie des family jewels à propos de l'Opération CHAOS.
Décidé à réduire les budgets et arrivant peu après le cessez-le-feu au Viêt Nam, Nixon licencie ou poussa vers la sortie près de 7 % du personnel de l'agence, principalement du Directorate of Plans, qu'il renomma Directorate of Operations. Les enquêtes liées à l'affaire du Watergate ayant révélé que les « plombiers » de la Maison-Blanche avaient reçu du matériel de la CIA lorsqu'ils cambriolèrent le psychiatre de Daniel Ellsberg, il ordonna à tous ses employés de signaler toutes les activités débordant de l'autorité de la CIA. Le dossier ainsi compilé faisait près de 700 pages et fut surnommé les « bijoux de famille ». Les cas signalés comprenaient la détention pendant deux ans d'un transfuge russe Youri Nossenko, des activités de surveillance de citoyens américains, le test de drogues sur des personnes à leur insu, les plans d'assassiner des dirigeants et l'utilisation de la mafia dans huit tentatives d'assassiner Castro.

#### Subversion électorale en Italie
Les États-Unis avaient financé le parti chrétien-démocrate italien entre 1948 et 1964 au moins, à hauteur d'entre 5 millions à 10 millions de dollars par an. La CIA intervient tout particulièrement à l'occasion de l'élection générale italienne de 1976. Les publicités politiques étant interdites à la télévision italienne, la CIA infiltre le journal télévisé de Monte Carlo TV. Le seul journal anglophone du pays, le Daily American, est également partiellement détenu et dirigé par la CIA et diffuse des informations décidées par l'agence.

### Présidences de Jimmy Carter: réformes de la CIA

#### Réformes et interdiction des assassinats
La présidence de Jimmy Carter marque une évolution forte de la CIA. Le président Jimmy Carter sait que la CIA est empêtrée dans des scandales à répétition. Il signe un ordre exécutif qui interdit à la CIA de participer dans des opérations de neutralisation (assassinat). Il remercie l'ancien directeur de l'agence et nomme Stansfield Turner, qui licencie les 600 agents impliqués dans les opérations clandestines.
Stansfield Turner a souvent été critiqué pour la réduction des capacités d'action clandestine de la CIA ; toutefois, elles avaient déjà beaucoup souffert de la fin de la guerre du Viêt Nam, des enquêtes du Congrès sur les opérations de la CIA, des licenciements de Schlesinger en 1973, et des réductions de budget de la CIA.
La CIA est également plus surveillée que par le passé. En 1977, le Congrès des États-Unis crée une commission parlementaire permanente sur le renseignement. Elle surveille les activités de la CIA.
Selon l'ordre exécutif 12 036 émis par le président Jimmy Carter en 1978, seule la CIA était autorisée à accomplir des opérations clandestines mais face à la réalité du terrain, les forces armées furent associées ou entreprennent de telles opérations à nouveau dès le début des années 1980 notamment à travers l'unité Seaspray.

#### Propagande dans le bloc de l'Est
Dès mars 1977, Carter approuve des opérations de propagande secrète contre le bloc de l'Est, la CIA faisant notamment entrer clandestinement des livres anti-communistes en Europe de l'Est et dans certaines parties de l'URSS. Peu après, il autorise une campagne de contre-propagande à propos du développement de la bombe à neutrons par les Soviétiques.

#### Opérations d'influence
En 1979, en butte à la progression du Bloc socialiste, Carter autorise plusieurs actions secrètes, dont une campagne de propagande contre la Grenade (qui fut annulée en raison de l'opposition du Senate Intelligence Committee), une assistance à la république arabe du Yémen en guerre contre la république démocratique populaire du Yémen, une assistance aux moudjahidines afghans et une assistance aux dictatures militaires du Salvador.

#### Opération de soutien aux Contras
En 1980, Carter approuve trois programmes de faible ampleur qui visent à déployer la CIA au Nicaragua. Les sandinistes, marxistes, teintés de nationalisme et influencés par la théologie de la libération, viennent de prendre le pouvoir. La CIA arme la guérilla antisandiniste, que l'on appelle les Contras. Elle ouvre une base arrière à leur attention au Honduras.

#### Subversion électorale en Jamaïque
La CIA s'intéresse à la Jamaïque. Le pays est dirigé depuis les années 1970 par un gouvernement socialiste dirigé par Michael Manley, qui a établi des relations diplomatiques avec Cuba et soutenu des rebelles socialistes en Angola qui luttaient contre la CIA. Sous la direction du chef de poste en Jamaïque, Norman Descoteaux, l'agence met en œuvre un programme de déstabilisation dans le pays, révélé par deux journalistes en 1977. La CIA a notamment envoyé des armes aux opposants de Manley, organisé des attentats et des assassinats.
Lors des élections législatives de 1980, la CIA soutient le candidat du parti conservateur. Manley perd l'élection.

### Présidence de Ronald Reagan

#### Nouvelle direction
Ronald Reagan devient président des États-Unis en 1981. Il nomme un proche, William Casey, directeur de la CIA. Il acquiert un rang de ministre au sein de son administration. Ancien de l'OSS, Casey ne craint pas d'impliquer la CIA dans des opérations plus audacieuses. Il insuffle à la CIA une direction particulièrement volontariste, quitte à multiplier les initiatives hasardeuses. Cela créera une irritation chez le Congrès.
Celui-ci était décidé à renforcer l'agence et la communauté du renseignement, aussi bien du côté analytique qu'opérationnel. La CIA recruta plusieurs milliers d'employés, diversifia ses sources de recrutement. Casey avait parfois des opinions peu partagées par les analystes de la CIA, par exemple en étant alarmiste sur la situation au Mexique ou soupçonnant que l'URSS était la source de la plupart du terrorisme, mais avait l'honnêteté de ne pas chercher à influencer les analyses transmises à l'exécutif.
La CIA rencontre sur le terrain des difficultés. Par exemple, le gouvernement cubain annonce en 1987 que le réseau de l'agence dans son pays est profondément infiltré par ses services et un ancien responsable de la Stasi déclare en 2009 que sur les 23 espions de la CIA en RDA, 22 étaient des agents doubles travaillant pour son service.

#### Multiplication des opérations clandestines
Sous sa direction, il y eut une multiplication des opérations clandestines, notamment pour soutenir des pays ou factions en conflit avec des entités pro-soviétiques : Yémen, Éthiopie, Tchad, Liban, Salvador, Cambodge, etc.

#### Opérations au Liban
Lors de l'attaque contre l'ambassade américaine à Beyrouth du 18 avril 1983, 63 personnes furent tuées, dont 17 Américains et parmi eux 8 officiers de la CIA dont le chef de la division Moyen-Orient, Robert Ames. William Francis Buckley, chef de poste à Beyrouth est enlevé le 16 mars 1984 par le Hezbollah et meurt en captivité en 1985.

#### Subversion en Pologne et soutien à Solidarnosc
L'administration Reagan voit en Solidarność une faille dans le rideau de fer. Elle décide de soutenir le syndicat afin de faire chuter le gouvernement communiste polonais. Reagan propose à Jean-Paul II de se porter garant de la survie du syndicat par le biais de la CIA. Casey et Vernon Walters sont mis sur l'opération. Entre 1982 et 1989, la CIA finance le syndicat à hauteur de 50 millions de dollars. L'aide est toujours indirecte afin de ne pas faire douter le gouvernement de l'appui de la CIA. Le syndicat ne survit que grâce à l'aide de la CIA et du Vatican.

#### Opération de déstabilisation du Nicaragua (affaire Iran-Contra)
La CIA poursuit son aide aux Contras, entamée timidement sous Carter, à partir du 1er décembre 1981, lorsque le président Reagan signe un finding permettant une assistance secrète aux Contras. L'opération étant dévoilée par le Washington Post trois mois plus tard, le Congrès, craignant que les Contras ne parviennent au pouvoir, passe l'amendement Boland (8 décembre 1982) pour interdire aux États-Unis une assistance ayant pour but de renverser le gouvernement du Nicaragua.
En octobre 1983, des équipes de latino-américains employés par la CIA mènent des attaques en vedettes rapides contre les installations pétrolières de ports nicaraguayens. En décembre 1983, le Congrès autorise un financement de 24 millions de dollars pour les Contras. Toutefois, le Congrès fait cesser le financement des Contras en avril 1984, lorsqu'il est révélé que la CIA a directement mené une opération de minage de ports du Nicaragua, coulant des bateaux de pays alliés.
Casey doit par conséquent trouver un moyen de financer l'insurrection antisandiniste de la CIA. Il a alors l'idée d'accepter le marché proposé par Manucher Ghorbanifar, un homme douteux qui lui assure que si l'Amérique vendait des missiles à l'Iran, alors l'Iran relâcherait les otages américains que le pays détient. Avec cet argent, Casey pourrait financer les Contras. Le 3 août 1985, Reagan valide ce montage, donnant naissance à l'affaire Iran-Contra. Toutefois, l'aide reprend en octobre 1985, d'abord de manière limitée (le Congrès autorise une aide de 40 millions de dollars), puis de manière plus importante (en juin 1986, le Congrès autorise une subvention de 100 millions).
Un ancien officier des Contras témoignera devant la Cour internationale de justice des exactions perpétrées par les milices et selon lui encouragées par l'agence.

#### Opération en Colombie
En ce qui concerne la Colombie - pays dans lequel opérait plusieurs guérillas paysannes marxistes combattues par le gouvernement américain - l’organisation Human Rights Watch affirme dans un rapport daté de 1996 que la CIA et le ministère de la Défense américain ont contribué à la réorganisation « des systèmes de renseignement pour aboutir à la création de réseaux de surveillance identifiant et assassinant les civils suspectés d’aider les guérillas ». Carlos Castaño, le commandant des Autodéfenses Unies de Colombie, (paramilitaires d’extrême droite responsables d'activités de contre-insurrection) assure que les États-Unis ont « toléré » son organisation, pourtant officiellement classée terroriste.

#### Opération de soutien aux moudjahidines
L'administration Reagan décide de continuer une opération lancée par l'administration Carter en Afghanistan, et augmente les activités de la CIA dans le pays. L'agence met en place le « programme afghan » de soutien aux moudjahidines, qui luttaient contre l'Armée rouge et le gouvernement communiste afghan lors de la guerre d'Afghanistan entre 1979 et 1989. L'Arabie saoudite et le Pakistan appuient fortement la CIA. Cette dernière passe par l'Inter-Services Intelligence, les services de renseignement pakistanais, pour financer les moudjahidines.
L'ISI canalise les fonds pour aider les éléments extrémistes et non les combattants modérés tels que le commandant Massoud. L'Arabie saoudite finance elle les madrasas, écoles islamiques où naissent les Talibans. L'administration Reagan se rend compte que l'ISI détourne une partie des fonds et en fait un usage sélectif, et la CIA est envoyée sur le terrain pour tisser des liens directs avec les chefs de guerre.
L'opération a initialement une ampleur financière modeste, à savoir 30 millions de dollars en 1981. Le budget passe à 200 millions en 1984, puis 600 millions par an dans les années qui suivent.

#### Trafic de drogues
Dans les années 1980, la CIA favorise le trafic de drogue en Amérique centrale pour contribuer au financement de paramilitaires anticommunistes, en particulier les Contras au Nicaragua. Le président Bill Clinton demandera plus tard à un ancien inspecteur de la CIA, Frederick Hitz, d'enquêter sur le lien entre la CIA et le trafic de drogues. Son rapport, publié en 1999, conclut que la CIA ne savait pas que ses alliés au Nicaragua vendaient de la drogue. Les conclusions du rapport ont été contestées.

#### Renseignement électromagnétique
Face à la difficulté d'infiltrer des agents dans les régimes communistes qui sont généralement des États policiers et les limites des reconnaissances aériennes, le renseignement d'origine électromagnétique est très utilisé par l'agence en collaboration avec les autres services nationaux comme la NSA. Ainsi dans la nuit du 31 août au 1er septembre 1983, la crise internationale provoquée par l'annonce de la destruction d'un Boeing-sud-coréen par la chasse soviétique avec 269 personnes à son bord, amène l'URSS à accuser la CIA d'avoir provoqué l'intrusion de l'avion de ligne dans les zones interdites à l'aviation civile de Kamtchtka et de Sakhaline, en connexion avec un satellite américain, le Ferret D, afin d'intercepter les communications de défense soviétiques. En 1988 le téléfilm américain Shootdown privilégie cette thèse et relève que la CIA - et non les services de la circulation aérienne - avait elle-même dans un premier temps expliqué mensongèrement la disparition de l'avion par un aterrisage forcé à Sakhaline. Il se serait agi de prendre le temps de chercher une raison avouable à sa destruction ou de préparer psychologiquement les familles des passagers au pire. En 1989 un second téléfilm -britannique celui-ci - intitulé Le vol 007 ne répond plus informait dans son générique final que la C.I.A  avait admis l'année précédente une confusion soviétique avec un de ses avions espions RC. 135, alors présent dans les parages de Kamtchatka .
En outre, deux stations de renseignement électronique de la CIA furent construites dans le Xinjiang en république populaire de Chine au début des années 1980. Elles surveillaient alors les activités soviétiques en collaboration avec les services de renseignements chinois. Le BND allemand participait également à sa gestion dans le cadre de l'opération Pamir. La CIA arrête ses opérations après les manifestations de la place Tian'anmen en 1989.

### Présidence de George H. W. Bush: fin de la Guerre froide

#### Tentative de coup d’État au Panama
George H. W. Bush demande à la CIA de renverser Manuel Noriega, dirigeant du Panama, qui avait été financé par la CIA pendant plusieurs années. L'agence dépense 10 millions de dollars pour soutenir l'opposition lors des élections de mai 1989. Quatre opérations secrètes sont lancées mais échouent ; la cinquième opération autorisée par le président Bush inclut un soutien à des paramilitaires pour organiser un coup d’État. L'opération est annulée car considérée irréaliste. Bush perd confiance en la CIA et s'appuie de plus en plus sur Dick Cheney, qui dirige le Pentagone, pour en finir avec Noriega.

#### Guerre du Koweït
Les États-Unis avaient soutenu Saddam Hussein lors de la guerre Iran-Irak, et partagé du renseignement avec lui. La CIA considérait toutefois n'avoir que très peu reçu en retour, et avait eu beaucoup de mal à infiltrer l'appareil d’État irakien. Les sources de la CIA sur l'Irak étaient ainsi, au début des années 1990, de faible qualité. Lorsque Saddam commence à amasser ses troupes à la frontière du Koweït pour préparer la guerre du Golfe, la CIA affirme au président Bush depuis des mois que l'armée irakienne est lessivée du conflit avec l'Iran et que rien ne devrait se passer du côté militaire dans les années à venir. Bush se montre ainsi défiant envers les informations que la CIA lui apporte.
Durant la guerre, la CIA se montre imprécise. Le 5 août 1990, la CIA rapporte que Saddam Hussein compte attaquer l'Arabie saoudite, ce qui n'arrive pas. Elle assure aussi que l'Irak ne dispose pas de missiles chimiques de courte portée, avant d'affirmer que c'est en fait le cas, et que Saddam compte les utiliser. Il ne les utilisera finalement jamais.
La CIA se disqualifie également aux yeux du président dans sa coopération avec le Pentagone. Lors des préparatifs de la guerre aérienne que les États-Unis lancent à partir du 17 janvier 1991, le département de la Défense invite la CIA à choisir pour lui les cibles des bombardements aériens à venir. La CIA choisit notamment un bunker militaire de Bagdad, que l'armée fait exploser le 13 février. La presse révèle que le bunker était utilisé comme abri antiaérien par des familles, et que des centaines de femmes et d'enfants ont été tués. Le Pentagone refuse par la suite de coopérer avec la CIA dans le domaine du ciblage de frappes.

#### Réformes post-Guerre froide
La chute du mur de Berlin en novembre 1989, puis la dislocation de l'URSS, entraînent une évolution dans l'organisation de la CIA. Le président Bush décide d'une baisse du budget de l'agence, qui diminuera effectivement en continu jusqu'en 1995. Plus de 20 postes à l'étranger sont fermés, certaines stations de la CIA dans des capitales voient leurs effectifs diminuer de 60%. Le nombre de clandestins chute.

### Présidence de Bill Clinton: pivot stratégique et débuts de la lutte anti-terroriste

#### Réorientation vers le renseignement économique et réformes
Le président Bill Clinton arrive au pouvoir en 1993, la Guerre froide achevée. Il s'intéresse assez peu aux relations internationales, et donne peu de crédit à la CIA ; le directeur de l'agence, James Woolsey, déclare ainsi a posteriori : « Je n'avais pas une mauvaise relation avec le président [Clinton], je n'avais juste pas de relation ». Clinton perçoit la géopolitique avant tout à travers le prisme de l'économie. Lorsque la CIA est éclaboussée par un scandale en 1994 avec l'arrestation par le FBI d'Aldrich Ames, un espion russe qui opérait dans le pays depuis huit ans, James Woolsey est remplacé par John Mark Deutch. Ce dernier opère des changements dans la stratégie de l'agence. Il la réoriente vers le renseignement économique, la lutte contre la prolifération nucléaire et le trafic de stupéfiants international.
Bill Clinton nomme George Tenet à la tête de l'agence durant son second mandat. Tenet souhaite améliorer l'image de la CIA, qui a été ternie par des scandales à répétition. Il améliore la communication de l'agence et ses relations avec les médias. Sous son mandat, le terrorisme islamique est identifié comme une menace prioritaire.

#### Soutien à la Bosnie
L'éclatement de la Yougoslavie provoque un tremblement de terre géopolitique en Europe. Bill Clinton est favorable à la Bosnie, dont la population, musulmane, est victime de la répression des Serbes. La CIA avertit Clinton que les groupes musulmans bosniaques sont en lien avec des groupes djihadistes. L'administration Clinton permet néanmoins à l'Iran, via la CIA, de  fournir des armes à la Bosnie.
Dès 1995, la CIA fait livrer par la société militaire privée Military Professionnal Resources Inc. des armes via la Turquie, afin de contourner l'embargo officiel.

#### Espionnage commercial en France
En 1995, le chef de poste à Paris, Richard L. Holm, est expulsé par le ministre de l'Intérieur Charles Pasqua, après que ce dernier a révélé une opération d'espionnage économique menée par la CIA contre les intérêts français. L'agence avait cherché à obtenir des informations sur les positions françaises lors des prochaines négociations de l'Accord général sur les tarifs douaniers et le commerce. Elle avait pour cela tenté de recruter Henri Plagnol, haut fonctionnaire et membre du cabinet du Premier ministre.

#### Renseignement au Rwanda
La CIA dispose, au début des années 1990, de quelques sources sur le terrain au Rwanda. Fin janvier 1994, la CIA détecte des tensions extrêmes au sein de la population et produit un rapport prospectif sur l'hypothèse d'un génocide de masse au Rwanda, estimant qu'environ 500 000 personnes pourraient mourir sans intervention extérieure. La CIA dispose toutefois de peu d'informations et d'images à montrer à la Maison-Blanche. L'exécutif, qui est réticent à intervenir dans le Tiers-monde depuis le dernier échec en Somalie, s'intéresse peu au rapport de la CIA.

#### Traque de ben Laden
La CIA a pour mission de neutraliser Oussama ben Laden depuis janvier 1996. Une « station virtuelle », la Bin Laden Issue Station (ou Alec Station) est créée à cette date et est tout entière destinée à son suivi. Cette station mit notamment au point un plan en 1997 pour enlever ben Laden en Afghanistan par un groupe d'agents afghans portant le nom de code FD/TRODPINT, mais cette opération ne fut pas lancée car ayant peu de chances de succès.
Gary Schroen, chef de poste à Islamabad, mène cette mission sur le terrain. La CIA localise le lieu dans lequel ben Laden doit dormir pendant une nuit en décembre 1998, et a la possibilité de le neutraliser par missile ; l'autorisation d'engagement est refusée par George Tenet, car des centaines d'innocents dormant non loin de là auraient été tués. Ben Laden est à nouveau repéré début 1999 à Kandahar, dans un camp où résidaient également des personnalités émirati, pays allié des États-Unis ; l'ordre d'engagement du feu n'est pas donné.
À l'automne 2000, un drone RQ-1 Predator de la CIA effectua une quinzaine de vols de reconnaissance pour localiser ben Laden. En deux occasions, les Américains pensèrent l'avoir identifié. Cela donna l'idée d'armer le drone pour l'utiliser pour pouvoir frapper immédiatement un objectif, mais cette version ne fut pas utilisée avant les attentats du 11 septembre 2001.

#### Opérations en Afghanistan
En 1997, la CIA établit le contact avec Ahmed Chah Massoud, chef du principal groupe opposé aux Talibans, l'Alliance du Nord, en envoyant des équipes de liaisons appelées Northern Afghanistan Liaison Team (NALT) et Jawbreaker.

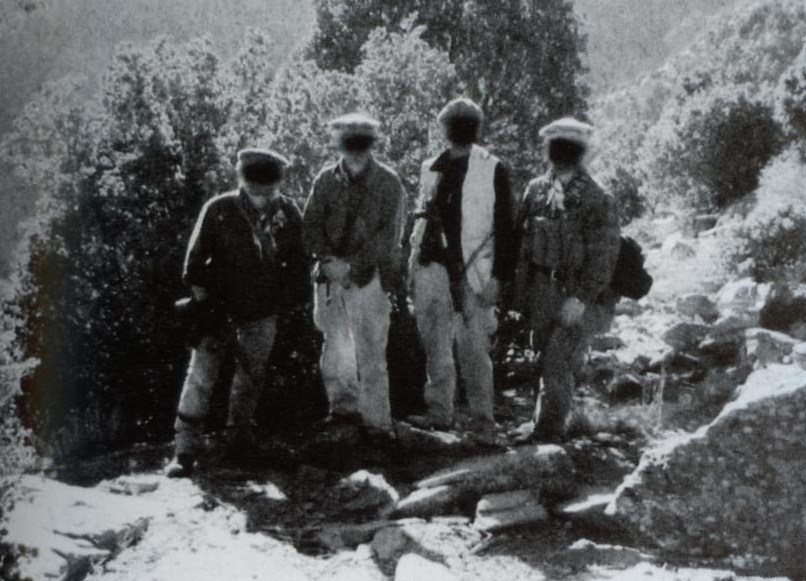
La première équipe américaine sur le site de bataille de Tora Bora lors de la traque de Ben Laden.

#### Opérations diverses
Un Pakistanais, Mir Aimal Kansi, mitraille l'entrée du siège de Langley tuant deux personnes et en blessant trois autres le 25 janvier 1993. Deux employés de la CIA sont parmi les victimes des attentats des ambassades américaines en Afrique du 7 août 1998.
En 1994, la CIA localise le terroriste Carlos à Khartoum au Soudan, et communique ses informations aux services français qui organiseront son enlèvement pour le livrer à la justice.

### Présidence de George W. Bush: lutte contre le terrorisme

#### Critiques après les attentats du 11 septembre 2001
Les attentats du 11 septembre 2001 ternissent l'image de la CIA, critiquée pour ne pas avoir su prévoir et empêcher les attentats sur le World Trade Center. Les enquêtes journalistiques et parlementaires pointent notamment du doigt le fonctionnement bureaucratique et peu efficient de la CIA. Sous la présidence Bush, la CIA continue la réorientation stratégique déjà timidement engagée sous la présidence Clinton et fait de l'islamisme le nouvel ennemi prioritaire de la CIA dans le cadre de la guerre contre le terrorisme.

#### Opérations en Afghanistan contre les Talibans
Afin de lutter contre les Talibans, la CIA envoie au début des années 2000 des équipes pour établir le contact avec les chefs de guerre afghans opposés aux Talibans. Composées généralement d'un officier traitant expérimenté, d'un officier paramilitaire et de spécialistes du renseignement, ces équipes quadrillent le pays pour affermir la présence américaine.
La première équipe (Jawbreaker), dirigée par Gary Schroen, arrivée dans la vallée du Pandjchir le 26 septembre 2001. Elle dispose de plusieurs millions de dollars pour « acheter » la loyauté des chefs de guerre et leur permettre de s'équiper contre les Talibans. Ces équipes de la CIA assurent également la liaison entre forces afghanes et américaines. Elles transmettent des informations à l'armée concernant les zones de combat et les forces en présence. La CIA a notamment recours au GPS.

Les équipes lancent des opérations de collecte de renseignement humain, unilatérales ou en coopération avec le service de renseignement de l'Alliance du Nord, certaines permettant de désigner des objectifs à des frappes aériennes. Jawbreaker contacte certains chefs Talibans pour tenter d'obtenir des ralliements et la libération de huit humanitaires de Shelter Now International prisonniers des Talibans. 

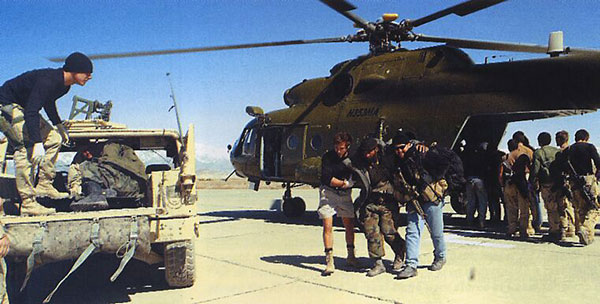
Des Special Forces aidant un membre de l'Alliance du Nord sur la base aérienne de Bagram. À l'arrière-plan, un Mi-17 affrété par la CIA durant l'opération Anaconda en 2002.

Au cours du retrait de l'armée talibane en novembre 2001, les équipes de la CIA fouillent les camps d'Al-Qaïda et interrogent les prisonniers faits par l'Alliance du Nord. Début décembre 2001, une équipe de la CIA fait prisonniers les « numéros » 2 et 3 des services de renseignement des Talibans à Ghazni.
Lorsque, le 7 décembre 2001, la ville de Kandahar tombe, marquant la fin de gouvernement des Talibans, les États-Unis n'ont engagé au sol que quelques centaines de soldats, et environ 110 agents de la CIA. La CIA contribua également à l'opération Anaconda en Afghanistan par l'acquisition de renseignement et en entraînant avec les Special Forces les forces militaires afghanes,,,.
Onze agents de la CIA sont officiellement morts durant la guerre d'Afghanistan entre 2001 et 2009 dont sept le 30 décembre 2009 lors de l'attentat-suicide de la base de Chapman,,.

#### Traque de ben Laden
L'équipe Jawbreaker a travaillé à la traque de ben Laden. Elle a disposé de plusieurs renseignements le situant vers Jalalabad. Elle permet d'envoyer une équipe dans la région, démarrant la bataille de Tora Bora.

#### Opérations en Irak avant la guerre d'Irak
La CIA a également en Irak opéré peu avant le début du conflit en 2003, créant le réseau DBROCKSTARS.
La CIA joue un rôle dans la légitimation de la guerre d'Irak menée par l'administration Bush. Elle prête sa caution à des informations concernant des soutiens dans le domaine nucléaire de l'Irak à al-Qaïda obtenues par une source trouble.

#### Programme antiterroriste
Le 11 juillet 2009, lors d'audiences devant des comités du Congrès des États-Unis, Leon Panetta, directeur en poste de la CIA, a accusé Dick Cheney d'avoir ordonné directement aux responsables de la CIA de cacher au Congrès des informations sur un programme antiterroriste pendant huit ans,,.

#### Centres de détention clandestins
Le Washington Post révèle l'existence d'un réseau mondial de centres de détention clandestins (black sites) géré par la CIA. Le quotidien précise que de telles prisons se trouveraient entre autres en Afghanistan et dans des pays d'Europe de l'Est ; ces centres de détention ont été situés à l'étranger en raison de leur caractère illégal, les détenus étant des « détenus fantômes » victimes de disparition forcée.
La CIA a été responsable de centres de détention dans plusieurs pays européens, en Roumanie, au Kosovo, en Macédoine, en Bulgarie et en Ukraine, dont l'existence a été confirmée par le rapporteur du Conseil de l'Europe Dick Marty.

#### Recours à la torture
Le président George W. Bush a reconnu le 6 septembre 2006 pour la première fois l'existence de prisons secrètes de la CIA hors du territoire américain, dans lequel il reconnaît implicitement l'usage de la torture en déclarant : « La source d'information la plus importante sur les endroits où les terroristes se cachent et sur ce qu'ils préparent sont les terroristes eux-mêmes ».

### Présidence de Barack Obama

#### Réformes
Le président Barack Obama, arrivé au pouvoir en janvier 2009, annonce la fermeture du centre de détention de Guantanamo d'ici un an, et que les États-Unis respecteront désormais la convention de Genève dans leur lutte contre le terrorisme. En avril 2009, le nouveau directeur de la CIA Leon Panetta a rompu les contrats avec les psychologues de la CIA Mitchell, Jensen et associés, qui avaient adapté des techniques du SERE aux interrogatoires musclés de la CIA, utilisant en particulier le waterboarding, considéré comme technique de torture par Panetta et Eric Holder, ministre de la Justice de l'administration Obama.
En juillet 2010, les autorités américaines font état de 22 employés de la CIA dont 8 contractuels privés tués dans la guerre contre le terrorisme.

#### Pivot stratégique
Avec l'arrivée de l'administration Obama, Michael Hayden, directeur sortant, a écrit une liste de préoccupations par ordre d'importance pour la CIA en 2009 :
1. Al-Qaïda et ses franchises restent le danger numéro un pour les États-Unis.
2. La lutte contre les narcotrafiquants au Mexique.
3. Le programme d'armes de destruction massive en Iran.
4. Les approches de plus en plus divergentes entre l'Europe et les États-Unis concernant la « guerre contre le terrorisme ».
5. L'instabilité provoquée par le faible prix du pétrole sur des États producteurs comme le Venezuela et l'Iran.
6. La situation au Pakistan, qualifié de « pays ami », qui est en butte à des difficultés internes très importantes.
7. L'Afghanistan et la traque de Ben Laden (effectué).
8. La Corée du Nord et son arsenal nucléaire.
9. La République populaire de Chine et sa réaction face à la crise économique de 2008-2009.
10. Le Proche-Orient qui reste une zone de tension extrêmement importante.

#### Opérations de subversion en Chine
En Chine, les réseaux de la CIA auraient été presque entièrement démantelés entre 2010 et 2012 par les services de contre-renseignement chinois. Ainsi, une vingtaine d'agents ont été neutralisés durant cette période, ce qui amène l’administration Obama à s'interroger sur la présence de taupes à l'intérieur du réseau de la CIA installé en Chine.

#### Traque et neutralisation de ben Laden
Le 2 mai 2011 vers 4 h du matin (heure française), Oussama Ben Laden est tué dans la ville d'Abbottabad au Pakistan, par un groupe de SEAL sous l'autorité et le commandement direct de la CIA. Le raid américain aurait été suivi en direct au siège de la CIA par le directeur Leon Panetta et quelques-uns de ses hauts responsables.

### Présidence de Joe Biden

#### Redéploiement en Afghanistan
Le retrait des troupes américaines d'Afghanistan en 2021 contraint la CIA à redéployer ses points d'appui et ses bases dans les pays alentour.

#### Soutien à l'Ukraine
Durant l'invasion de l'Ukraine par la Russie en 2022, la CIA est déployée au sol pour assurer la continuité de l'information du président Joe Biden. La CIA transmet des renseignements à son homologue ukrainien.